# 따이담어
따이담어(Tai Dam, 중국어: 傣担语) 또는 흑따이어(Black Tai, 태국어: ภาษาไทดำ, 중국어: 黑傣语, 베트남어: tiếng Thái Đen)는 베트남, 라오스, 태국, 중국(주로 윈난성의 진핑 먀오족 야오족 다이족 자치현)에 걸쳐 거주하는 따이담족이 사용하는 따이계 언어이다. 남서따이어군에 속하며 태국어 및 라오어(이산어 포함)와 유사하나 쉽게 이해할 수 있을만큼 가깝지는 않다. 특히 태국어와 라오어의 크메르어, 팔리어, 산스크리트어 유래의 차용 어휘가 따이담어에서는 크게 적게 나타난다.

## 공식 지위
태국 중부와 서부에서 사용되는 따이담어는 타이 송(Thai Song) 또는 라오 송(Lao Song)이라는 이름으로 불린다. 중국의 민족분류에서 따이담족은 모두 다이족이라는 대분류에 포함된다. 베트남에서는 백따이족과 함께 타이족(Thái)으로 분류되며, 이들은 모두 따이담어에 기반하고 타이비엣 문자로 쓰이는 표준화된 타이어를 배운다.